# Ascensión de Guarayos
Ascensión de Guarayos är en ort i Bolivia.   Den ligger i departementet Santa Cruz, i den centrala delen av landet, 400 kilometer nordost om huvudstaden Sucre. Antalet invånare är 14 429.